# The Ultimate Fighter: A Champion Will be Crowned Finale
The Ultimate Fighter: A Champion Will be Crowned Finale (también conocido como The Ultimate Fighter 20 Finale) fue un evento de artes marciales mixtas celebrado por Ultimate Fighting Championship el 12 de diciembre de 2014 en el Palms Casino Resort en Las Vegas, Nevada.

## Historia
El evento contó con la final del torneo de peso paja de The Ultimate Fighter entre las finalistas Carla Esparza y Rose Namajunas, que a su vez coronó a la primera campeona paja de UFC.
El resto del evento lo completaron el resto del elenco del torneo, menos Justine Kish, que acabó lesionada. Como reemplazo de Kish, la coreana Seo-hee Ham se enfrentó a Joanne Calderwood. Ham es la primera peleadora coreana en debutar con la promoción.

## Resultados
1. ↑  Por el Campeonato Inaugural de Peso Paja de Mujeres de UFC.

## Premios extra
Cada peleador recibió un bono de $50,000.
- Pelea de la Noche: Jessica Penne vs. Randa Markos
- Actuación de la Noche: Carla Esparza y Yancy Medeiros